# Эрик (Плоский мир)
«Эрик» (англ. Eric) — юмористическое фэнтези известного английского писателя Терри Пратчетта, написано в 1990 году.
Девятая книга из цикла «Плоский мир», четвёртая книга из цикла о волшебнике Ринсвинде.
В России произведение было издано в рамках сборника «Эрик, а также Ночная стража, ведьмы и Коэн-Варвар», в который помимо заглавной повести, входят рассказы «Мост троллей», «Море и рыбки» и «Театр жестокости», не связанные друг с другом сюжетно.
Этот роман содержит многочисленные аллюзии на историю доктора Фауста, «Илиаду» Гомера, «Божественную комедию» Данте и другие литературные памятники.

## Сюжет
И опять незадачливый волшебник Ринсвинд занимается своим любимым делом — бегом. Да, беготня ему хорошо удаётся, особенно если это не просто бег, а бег ОТ. От неимоверных опасностей, которые почему-то просто преследуют нашего волшебника, не давая ему ни на миг насладиться минутами скуки и безделья.
Только Ринсвинду удалось выбраться из страшных Подземельных Измерений, в которых он пребывал после событий книги «Посох и шляпа», как он попал в новый переплёт — его вытащил, вернее, Призвал, начинающий демонолог Эрик Турсли. И вот, Ринсвинд, как каждый призванный демон, просто обязан исполнить три желания Эрика. Только в таком случае, он получит долгожданную свободу. Ну что же, желания так, желания. Какой вопрос, достаточно только пальцами щёлкнуть. И Ринсвинд щёлкает. А вместе с ним щелкает пальцами кое-кто еще, наблюдающий за волшебником из самой Преисподней.
Три желания, которые Ринсвинд, согласно обычаям, обязан исполнить:
- Сделать Эрика Повелителем Мира.
- Устроить Эрику встречу с самой прекрасной женщиной в истории мира.
- Даровать вечную жизнь.

Все три желания Ринсвинду удаётся исполнить.
В первом случае, они попадают в Тецуманскую Империю, жители которой давно ожидают исполнения древнего пророчества о появлении Повелителя Мира и хорошенько подготовились к встрече, отточив ритуальные обсидиановые ножи и обустроив место жертвоприношения.

Во втором случае, они попадают в прошлое, когда жила Эланор Эфебийская, которую называли самой прекрасной женщиной из когда-либо живущих. Одна маленькая проблема, у Эланор к этому времени было уже семеро детей, полнота и на верхней губе начали пробиваться усики. Что поделаешь, возраст…

Что касается третьего желания, то его исполнение привело Ринсвинда с Эриком прямо к началу времени, когда Создатель только создал Вселенную и, собственно, Плоский мир. И незадачливой парочке придется прожить всю жизнь от начала до конца Вселенной.
Но Ринсвинд не был бы самим собой, если бы не сумел найти выход. Он заставляет Эрика обратить заклинание вызова в обратную сторону и они попадают прямо в Ад, часть Подземных измерений, то есть туда, откуда Эрик призвал Ринсвинда. Оказавшись невольными соучастниками дворцового переворота, Ринсвинд и Эрик смогли избежать мести владыки ада Асфгла и благополучно вернуться на родной Диск.

## Главные герои
- Ринсвинд
- Эрик

## Переводы
- Faust Eric (английский)
- Ерик (болгарский, македонский)
- Erik (хорватский, чешский, голландский, венгерский, сербский, словацкий)
- Eric (эстонский, немецкий, финский, итальянский, норвежский, испанский, шведский)
- Faust Éric (французский)
- Faust Erik (венгерский)
- Eryk (польский)
- Fausto Eric (португальский)